# 午夜之子
《午夜之子》（英語：Midnight's Children）是薩爾曼·魯西迪在1981年出版的小說。
該書是魯西迪的第二部小說作品，故事場景設定於魯西迪的出生地印度，主要描繪故事主角撒利姆·撒奈伊（Saleem Sinai）和印度獨立後許多歷史事件的悲喜關係，故事起源是支持社會主義的基層人士用粗糙手法實踐社會主義造成的悲劇。

## 榮譽
《午夜之子》於1981年獲得英語小說界的最高榮譽布克獎，於1993年再被評選為布克獎二十五年來最重要的小說（Booker of Bookers）。2008年，《午夜之子》被評選為布克獎四十年來最重要的小說。

## 延伸閱讀
- 中文翻譯摘錄